# Драгош Грігоре
Драгош Грігоре (рум. Dragoș Grigore, нар. 7 вересня 1986, Васлуй) — румунський футболіст, захисник клубу «Рапід» (Бухарест) та національної збірної Румунії.
Відомий за виступами за румунські клуби «ЧФР Тімішоара» та «Динамо» (Бухарест), у якому став володарем Кубка та Суперкубка Румунії, а також французький клуб «Тулуза».

## Клубна кар'єра
Драгош Грігоре народився 7 вересня 1986 року в місті Васлуй, і є вихованцем юнацької команди місцевого футбольного клубу з однойменною назвою. До 2005 року грав за юнацьку команду рідного міста, а у великому футболі дебютував 2005 року в команді третього румунського дивізіону «Хуші».
У 2006 року Драгош Грігоре перейшов на вищий рівень — до клубу другого румунського дивізіону «ЧФР Тімішоара». У цій команді Грігоре провів два сезони, став одним із основних оборонців клубу. За два роки футболіст зіграв у 42 матчах чемпіонату, в яких двічі відзначився забитими м'ячами.
У 2008 році на Драгоша Грігоре звернули увагу представники тренерського штабу одного із найсильніших клубів Румунії — столичного «Динамо». Дебютував Грігоре в найвищому румунському дивізіоні 22 листопада 2008 року в матчі з клубом «Брашов». Але надалі футболіст не мав стабільної ігрової практики, і тривалий час набирався досвіду в другому румунському дивізіоні за дублерів столичного клубу — «Динамо-2». Лише із сезону 2010—2011 Грігоре мав постійну ігрову практику, та став одним із основних захисників клубу. наступного сезону Грігоре став володарем Кубку та Суперкубку Румунії.
13 червня 2014 року Драгош Грігоре приєднався до складу французького клубу «Тулуза». Протягом року румунський захисник грав у Лізі 1, а з середини 2015 року французький клуб віддав гравця в оренду до катарського клубу «Аль-Сайлія». Із 2016 року Драгош Грігоре виступав за катарський клуб на постійній основі.
У червні 2018 року румунський захисник став гравцем болгарського клубу «Лудогорець». 14 червня 2018 року він дебютував за «Лудогорець» у контрольній зустрічі з «Марицею», проте зазнав у матчі важкої травми, і протягом півроку лікувався. Дебютував у новому клубі в чемпіонаті Болгарії Драгош Грігоре лише 23 лютого 2019 року в матчі з клубом «Черно море». У 2021 році Грігоре повернувся на батьківщину, та став гравцем клубу «Рапід» з Бухареста.

## Виступи за збірну
29 лютого 2011 року Драгош Грігоре дебютував в офіційних матчах у складі національної збірної Румунії у товариському матчі проти збірної Кіпру. 31 травня 2016 року головний тренер збірної Румунії Ангел Йорденеску включив Драгоша Грігоре до складу збірної на Чемпіонат Європи з футболу 2016 року. Наразі провів у формі головної команди країни 39 матчів.

## Титули і досягнення
- Володар Кубка Румунії (1):

«Динамо» (Бухарест): 2011–12
- Володар Суперкубка Румунії (1):

«Динамо» (Бухарест): 2012
- Чемпіон Болгарії (2):

«Лудогорець»: 2018-19, 2019-20
- Володар Суперкубка Болгарії (2):

«Лудогорець»: 2018, 2019